# 提摩太

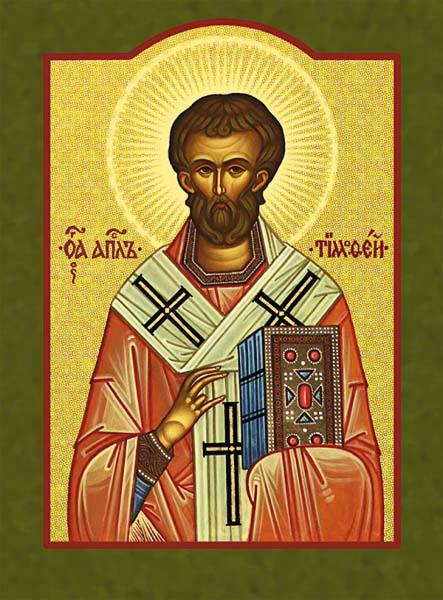
提摩太

提摩太或譯弟茂德（希臘語：Τιμοθέος），是《圣经·使徒行傳》中记载的一位1世纪使徒。希腊语名字的意思是尊敬或荣耀神的人。圣经中记载他长期和使徒保罗在希腊和小亚细亚从事传道活动，后来负责以弗所会众的事务。

## 生平

### 家庭背景
根據拉比著作的官方解釋，“猶太人跟異族通婚，孩子是否算是猶太人，要視乎孩子的母親而不是父親。”意思就是説，“猶太女子生下的孩子就是猶太人”。可是，作家沙亞·科恩卻質疑這類“有關人身的拉比律法是否在公元1世紀即已存在”，同時是否已被當時小亞細亞的猶太人所採納。他仔細考慮過若干歷史證據之後，得到的結論是，外邦男子娶了以色列女子，“這家人要住在以色列人當中，他們的婚生子女才算是以色列人。這家人住在女方的原居地，子女的身份就跟母方。如果以色列女子跟外邦丈夫在異地定居，子女就算是外邦人了”。由此看来，提摩太算作外邦的希腊人。
提摩太在路司得長大，這個小城位於羅馬轄下的加拉太行省。提摩太在父母信仰不同的家庭裡長大。他的父親是希臘人，母親友妮基和外祖母羅以都是猶太人。（使徒行傳16:1）當提摩太還是嬰孩的時候，友妮基和羅以就教導他認識《希伯來語經卷》。她們很可能是保羅第一次探訪該城市時，成為基督徒的。之后她们勸導提摩太相信基督教的道理。顯然，提摩太衷心接受這些教導。保羅的书信证实这一点：“我想起你心裏存着無偽的信心，這種信心首先存在你外祖母羅以和你母親友妮基心裏，我確信也在你心裏。”（提摩太後書1:5）

## 归信以后
約公元47年，使徒保羅在路司得傳道。大概就在那時，提摩太開始學習基督教信仰。當時他可能是個青少年。不久，提摩太在當地的基督徒中就有了好名聲。兩年後，保羅再次探訪路司得，獲知提摩太在靈性上進步很大，於是揀選他跟自己並肩從事海外傳道工作。提摩太日漸成熟，後來受託擔任重大的職責，包括强化基督徒弟兄。約公元65年，保羅在羅馬被囚期間寫信給提摩太，當時提摩太是以弗所的基督徒執事。

## 服事工作

### 当地的职务
提摩太不僅受當地會衆基督徒長老的賞識，連大約30公里外的以哥念會衆的弟兄也很熟悉他。（使徒行傳16:1-2）提摩太跟保羅建立了深厚的友誼。（腓立比書3:14）保羅的書信顯示，提摩太樂於接受忠告，留意向榜樣學習，效法他們的信心。）保羅寫道：“你卻緊緊跟隨了我的教導、生活方式、目標、信心、堅忍、愛心、忍耐”。（提摩太後書3:10）提摩太緊緊跟隨保羅，以他為榜樣。

### 跟随保罗
大約公元50年，使徒保羅在第二次傳道旅程期間來到路司得（在現代的土耳其），在當地找到了年輕的門徒提摩太。當時提摩太很可能只是廿歲左右。路司得和以哥念的基督徒都對提摩太讚不絶口。（使徒行傳16:1-3）。保羅和會衆的長老於是按手在這個年輕人身上，藉此让他去執行一件特定的工作；使徒保羅更揀選他成為海外傳道工作的夥伴。
關於提摩太傳道活動的詳情，只有部分的記錄，但他為了推廣福音，曾到過許多地方。公元50年，提摩太第一次跟保羅、西拉結伴同行，穿過小亞細亞進入歐洲，在那裏參與使徒在腓立比、帖撒羅尼迦和庇哩亞展開的傳道活動。保羅因遭反對而轉移陣地，前往雅典；他留下提摩太和西拉在庇哩亞照料一群剛成立的基督徒小組。後來，保羅派提摩太到帖撒羅尼迦，好強化那裏新近成立的會衆。提摩太在哥林多跟保羅會合時，把這群會衆進一步的消息帶給他。
聖經沒有透露提摩太在哥林多逗留了多久。（哥林多後書1:19）不過，很可能在公元55年左右，保羅考慮派提摩太回到他們那裏，因為他聽到一些跟哥林多會衆有關的消息，令他深感不安。後來，提摩太和西拉都從以弗所起程到馬其頓去。保羅從哥林多寫信給羅馬的基督徒時，提摩太正跟他一起。
保羅啟程前往耶路撒冷的時候，提摩太和其他基督徒跟他一同離開哥林多，至少陪同保羅走到特洛阿斯，才跟他分開。至於提摩太有沒有繼續前往耶路撒冷，無從稽考。但約莫在公元60–61年，保羅從羅馬監獄寫的三封信，在引言裏都提及提摩太的名字。保羅打算派提摩太從羅馬到腓立比去。（腓立比書2:19）保羅從監裏獲釋之後，提摩太聽從使徒的指示，繼續留在以弗所。（提摩太前書1:3）
保羅為了信仰的緣故在羅馬等候聆訊時，提摩太前往協助他。事實上，有一段時間提摩太自己也被監禁，理由很可能跟保羅一樣。（希伯來書13:23）約莫在公元65年，保羅自知快要以身殉道了，於是再次召提摩太來見他。（提摩太後書4:6-9）至於提摩太有沒有趕及在保羅遭處決之前看到他，聖經並沒有透露。

## 紀念日
- 东正教把提摩太立做圣人和殉道者，另外在希腊东正教会他也被加封为使徒，1月22日是他的纪念日。
- 罗马天主教瞻礼单上的圣人紀念日，弟茂德和弟鐸的瞻礼是1月26日。
- 1962年普通的罗马日历上，提摩太的纪念日却是列在第三级别，不过是1月24日
- 美国福音信義會與美國聖公會在1月26日纪念提摩太提多和西拉。
- 美國密蘇里路德會的纪念日是1月24日。

## 参看
- 使徒保罗
- 使徒行传
- 提摩太前书
- 提摩太后书